# Alexander Dremsizis
Alexander Dremsizis (* 2. August 1977 in Kiel) ist ein deutscher Poolbillardspieler.

## Karriere
1993 wurde Dremsizis im 14/1 endlos erstmals deutscher Jugend-Meister und Vizeeuropameister der Schüler. Ein Jahr später wurde er Deutscher Jugend-Meister im 9-Ball. Zudem wurde er Junioren-Europameister im 9-Ball-Einzel und mit der Mannschaft. Bei der Junioren-Weltmeisterschaft zog er 1994 ins Finale ein und unterlag dort dem Norweger Jørn Kjølaas. 1995 wurde er im 9-Ball erneut deutscher Jugend-Meister und Junioren-Europameister. Außerdem belegte er bei der Junioren-Weltmeisterschaft den neunten Platz.
Bei der deutschen Meisterschaft 1997 gewann Dremsizis mit Bronze im 9-Ball seine erste Medaille bei den Herren. Ein Jahr später wurde er lediglich Neunter im 8-Ball und im 9-Ball. Nachdem er einige Jahre bei deutschen Meisterschaften keine der vorderen Plätze belegt hatte, gewann er 2006 den 8-Ball-Pokal und wurde Fünfter im 14/1 endlos.
Bei der 8-Ball-Weltmeisterschaft 2007 erreichte er das Achtelfinale, in dem er gegen Niels Feijen ausschied. Im April 2007 zog er bei den Italy Open erstmals in die Finalrunde eines Euro-Tour-Turniers ein. Er verlor jedoch in der Runde der letzten 32 gegen Marco Tschudi. Bei der deutschen Meisterschaft 2007 gewann er die Goldmedaille im 9-Ball sowie Silber im 14/1 endlos und beim 8-Ball-Pokalwettbewerb. 2008 wurde er im Finale gegen John Blacklaw deutscher Meister im 14/1 endlos. Zudem gewann er den 8-Ball-Pokal und die Silbermedaille im 9-Ball. Ein Jahr später erreichte er das Viertelfinale im 9-Ball und verlor dieses mit 9:11 gegen Christian Weigoni.
Mit der Kieler Billard Union wurde Dremsizis 1997 und 1998 deutscher Mannschaftsmeister. 1998 gewann er mit Kiel zudem den Europäischen Team Cup.
In der Saison 2014/15 stieg er mit dem BC Queue Hamburg in die 1. Bundesliga auf.